# NUMAnimation
- テレビ朝日 > テレビ朝日番組一覧 > テレビ朝日系アニメ > テレビ朝日の深夜アニメ枠 > NUMAnimation
- アニメ > テレビアニメ > テレビ朝日系アニメ > テレビ朝日の深夜アニメ枠 > NUMAnimation
- テレビ番組 > 深夜番組 > 深夜アニメ > NUMAnimation

『NUMAnimation』（ヌマニメーション）は、テレビ朝日で2020年4月5日（4月4日深夜）から設けられた深夜アニメ番組の放送枠レーベル。

## 概要
1997年10月以降、テレビ朝日では深夜（未明）の時間帯に不定期ながらアニメ番組を放送してきたが、2020年4月期の番組改編にて、テレビ朝日史上初めて深夜アニメのレーベル枠が設立されることが同年1月22日に明らかになった。2019年10月期より日曜未明（土曜深夜）を深夜アニメ枠に転換し、『ユーリ!!! on ICE』を再放送した。続く2020年1月期には2016年10月から2017年7月まで放送された『タイガーマスクW』以来の新作となる『虚構推理』を放送したのち、同年4月期より同番組の放送枠を名称付きの深夜アニメ枠とした。
以前からテレビ朝日では深夜帯でのアニメーションの放送枠が数少ない現状に甘んじており、そんな中でも深夜アニメ枠設立の企画はあったものの、編成上の都合で進展はなかった。大きな転機となったのは、2016年4月にサイバーエージェントとの共同で開始したABEMA（当時はAbemaTV）に深夜アニメチャンネルを開設したことである。2016年10月から12月まで放送された『ユーリ!!! on ICE』がヒットを飛ばし、独占先行配信を開始したAbemaTVでも一定の成果を出したことで、地上波ではテレビ朝日、全国ではAbemaTVといったネット体制が確立されるようになった。
なお、レーベルの名称である『NUMAnimation』とは「深くハマってしまう」といわれる「沼」「沼落ち」という意味が込められていると共に、日本のアニメファンのみならず、海外のアニメファンにも「面白そう」「何か好きで見ちゃう」という深夜アニメのレーベル枠を目指す。つまり、「深夜アニメの視聴者が多いコアファン」に対してのレーベル名ともなっている。作品選定も枠名称の「沼」を意識して行われ、「プロデューサーが視聴者と同じくらい沼に落ちることができるか」ということが基準になっている。
2020年10月期からは後続に新設される朝日放送テレビ（ABCテレビ）発の『ANiMAZiNG!!!』枠とともに、関東ローカルからANNフルネット24局にネット局を拡大。本枠の全国同時ネット化は「同時視聴での一体感」を意識したもので、企画初期から前提条件に入れていたものであるとしている。なお、テレビ朝日ではCM明けに「動くロゴ」は挿入されない。
本枠を形成する上で局のオリジナリティや強みを出すため、テレビ朝日のスポーツ中継権を持つ競技の多さを活かしたスポーツものの作品を比較的多く放送しているほか、テレビ朝日のコンテンツ編成局アニメ担当局次長の小野仁は「今後はデジタル商品化、特にゲームを狙える作品を重点的に考えていく方針」としている。
2023年7月期以降はメ～テレがテレビ朝日と共に製作委員会に参加する作品が見られるが、その場合も番宣ポスターや公式サイトではテレビ朝日以外が特記されることはない。また、BS朝日が製作委員会に参加するケースも見られ、その場合は本枠外扱いとなるため特記される。
冒頭のジングルはロゴが沈んでいく映像に「NUMAnimation」とナレーションが被さるものである。ナレーションは基本的にアニメ本編のメインキャストが担当する。
ネット局が特別番組や放送機器メンテナンスの関係で休止する場合は、翌日深夜などの遅れネットで対応している。
夏季には高校野球ダイジェスト番組『甲子園への道』(地方大会)『熱闘甲子園』（朝日放送テレビ・テレビ朝日共同制作、雨天中止時を除く）やスポーツ中継により『ANiMAZiNG!!!』と共に放送時間の大幅な繰り下げや休止となる場合がある。
2024年6月には同年10月に新設される『IMAnimation』枠の発表に先立って公式XとYouTubeが『tv asahi animation』に変更され、本枠も『ドラえもん』や『クレヨンしんちゃん』を含むテレビ朝日のアニメ番組を総括する『tv asahi animation』レーベルに内包された。

## 作品一覧
| 作品名                                                                    | 放送期間                               | 話数          | 共同製作局・ 製作子会社  | アニメーション制作                    | 備考 |
| 1:30 - 2:00枠                                                             | 1:30 - 2:00枠                          | 1:30 - 2:00枠 | 1:30 - 2:00枠            | 1:30 - 2:00枠                         | 1:30 - 2:00枠 |
| ------------------------------------------------------------------------- | -------------------------------------- | ------------- | ------------------------ | ------------------------------------- | --- |
| 枠名制定前の作品 放送時間が一致し、放送期間も連続しているため便宜上記載。 |                                        |               |                          |                                       | |
| ユーリ!!! on ICE                                                          | 2019年10月6日 - 12月22日               | 全12話        |                          | MAPPA                                 | 2016年に放送された作品の再放送。 |
| 虚構推理（第1期）                                                         | 2020年1月12日 - 3月29日                | 全12話        | BS日テレ                 | ブレインズ・ベース                    | テレビ朝日は製作不参加。 近畿地方ではTBS系列の毎日放送にて放送。 第2期はTOKYO MXで放送。 |
| これより『NUMAnimation』枠                                                |                                        |               |                          |                                       | |
| イエスタデイをうたって                                                    | 2020年4月5日 - 6月21日                 | 全12話        |                          | 動画工房                              | ローカルセールス時代唯一の新作。 ABEMAと同時放送。 |
| 新世紀エヴァンゲリオン 地上波補完計画                                     | 2020年7月5日 - 9月27日                 | 全12話        | テレビ東京               | ガイナックス タツノコプロ             | 1995年にテレビ東京にて製作・放送された作品の実質再放送。 12話分を視聴者投票によりセレクション放送。 8月23日は『全英女子オープンゴルフ』中継のため放送休止。 |
| これよりテレビ朝日系列フルネット                                          |                                        |               |                          |                                       | |
| 体操ザムライ                                                              | 2020年10月11日 - 12月20日              | 全11話        |                          | MAPPA                                 | 放送前週に特別番組を放送。 ABEMAと同時放送。 |
| ワールドトリガー（2ndシーズン）                                           | 2021年1月10日 - 4月4日                 | 全12話        |                          | 東映アニメーション                    | ABEMAと同時放送。 1stシーズンは日曜 6:30 - 7:00で放送。 2月14日は福島県沖地震発生に伴う報道特別番組の編成により放送休止。 |
| バトルアスリーテス大運動会 ReSTART!                                       | 2021年4月11日 - 6月27日                | 全12話        | BSフジ                   | アニメーションスタジオ・セブン        | 前作（1997年版）はテレビ東京系列で放送。 |
| RE-MAIN                                                                   | 2021年7月4日 - 10月3日                 | 全12話        |                          | MAPPA                                 | 7月18日は『全英オープンゴルフ』中継のため放送休止。 8月22日は『全英女子オープンゴルフ』中継のため放送休止。 |
| ワールドトリガー（3rdシーズン）                                           | 2021年10月10日 - 2022年1月23日         | 全14話        |                          | 東映アニメーション                    | 1月2日は年末年始の特別編成のため放送休止。 1月16日はフンガ・トンガの噴火による津波警報発令に伴う報道特別番組の編成により放送休止。 |
| リーマンズクラブ                                                          | 2022年1月30日 - 4月17日                | 全12話        | BS朝日                   | ライデンフィルム                      | 当初は1月23日より開始予定であったが、前作の報道特番編成による延期のため1週間延期となった。 |
| カッコウの許嫁（第1期）                                                   | 2022年4月24日 - 10月2日                | 全24話        |                          | シンエイ動画 SynergySP                | ABEMAと同時放送。ただし放送時間が繰り下げられる場合はABEMAが先行。 7月17日は『全英オープンゴルフ』中継のため放送休止。 第23話、第24話は2話連続放送。 第2期はTOKYO MXで放送。 |
| ブルーロック（第1期）                                                     | 2022年10月9日 - 2023年3月26日          | 全24話        |                          | エイトビット                          | 不定期でYouTube配信用のミニアニメ『ブルーロック あでぃしょなる・たいむ！』が本編後に放送される。 1月1日は年末年始の特別編成のため放送休止。 本作以降『友達の妹が俺にだけウザい』を除く全ての作品がBS朝日で地上波と同時期に放送されている。 第2期『VS. U-20 JAPAN』は2024年10月より『IMAnimation』枠にて放送。                                 |
| 僕の心のヤバイやつ（第1期）                                               | 2023年4月2日 - 6月18日                 | 全12話        | BS朝日                   | シンエイ動画                          | |
| うちの会社の小さい先輩の話                                                | 2023年7月2日 - 10月1日                 | 全12話        | メ〜テレ                 | project No.9                          | ABEMAと同時放送。 7月23日は『全英オープンゴルフ』中継のため放送休止。 8月13日は『全英女子オープンゴルフ』中継のため放送休止。 |
| 僕らの雨いろプロトコル                                                    | 2023年10月8日 - 12月24日               | 全12話        | BS朝日 メ〜テレ 宮崎放送 | Quad                                  | ABEMAと同時放送。 |
| 僕の心のヤバイやつ（第2期）                                               | 2024年1月7日 - 3月31日                 | 全13話        | BS朝日                   | シンエイ動画                          | |
| ささやくように恋を唄う                                                    | 2024年4月14日 - 6月30日 2024年12月29日 | 全12話        | YTE BS朝日               | 横浜アニメーションラボ クラウドハーツ | ABEMAと同時放送。 当初は同年1月の放送開始予定と告知されていたが、2023年11月に3ヶ月の延期が発表されている（当初放送予定だった枠は不明）。 制作上の都合により、6月9日と6月16日は特別編を放送。 第10話を以て一旦打ち切りとなり、第11話、第12話は12月29日に2話連続で放送された。 第11話、第12話ではクラウドハーツがクレジットから除去されている。 |
| 小市民シリーズ（第1期）                                                   | 2024年7月7日 - 9月15日                 | 全10話        | BS朝日 メ〜テレ          | ラパントラック                        | ABEMAと同時放送。ただしスポーツ中継延長による繰り下げ時はABEMAが先行（予定通りの繰り下げの場合はABEMAも繰り下げ）。 7月28日は2024年パリオリンピックバドミントン女子シングルス予選中継のため放送休止。 |
| 君は冥土様。                                                              | 2024年10月6日 - 12月22日               | 全12話        | BS朝日                   | FelixFilm                             | ABEMAと同時放送。 |
| メダリスト（第1期）                                                       | 2025年1月5日 - 3月30日                 | 全13話        |                          | ENGI                                  | |
| 小市民シリーズ（第2期）                                                   | 2025年4月6日 - 6月22日                 | 全12話        | BS朝日 メ〜テレ          | ラパントラック                        | ABEMAと同時放送。 |
| 雨と君と                                                                  | 2025年7月6日 -                         | 全12話        | BS朝日                   | レスプリ                              | |
| 友達の妹が俺にだけウザい                                                  | 2025年10月 - （予定）                  |               |                          | BLADE                                 | |
| メダリスト（第2期）                                                       | 2026年1月 - （予定）                   |               |                          | ENGI                                  | |

## 放送局

### 2020年10月期以降
地上波
| 放送期間         | 放送時間                     | 放送局                                                 | 対象地域 | 備考     |
| ---------------- | ---------------------------- | ------------------------------------------------------ | -------- | -------- |
| 2020年10月11日 - | 日曜 1:30 - 2:00（土曜深夜） | テレビ朝日（製作局）をはじめとするテレビ朝日系列全24局 | 日本国内 | 合計18本 |

BS・CS放送

### 2020年7月期まで
地上波
| 放送期間               | 放送時間                     | 放送局               | 対象地域   | 備考    |
| ---------------------- | ---------------------------- | -------------------- | ---------- | ------- |
| 2020年4月5日 - 9月27日 | 日曜 1:30 - 2:00（土曜深夜） | テレビ朝日（製作局） | 関東広域圏 | 合計2本 |

BS・CS放送